# Sipahijala (distrikt)
Sipahijala (bengalsk: সিপাহীজলা জেলা) er et distrikt i den indiske delstat Tripura.
Dette distrikt blev oprettet den 21. januar 2012, da fire nye distrikter blev skabt i Tripura, antallet af distrikter i staten gik fire til otte. En del af distriktet blev dannet af den tidligere West Tripura distrikt . De vigtigste byer er Bishalgarh, Melaghar og Sonamura.